# 永丰郡
永丰郡，中国南北朝时设置的郡。
北齐置永丰郡，治所在怀戎县（又作怀柔县，今河北涿鹿县西南桑干河南岸保岱镇），与长宁郡同治一县，属于北燕州。北周改北燕州为燕州。隋文帝开皇三年（583年）废永丰郡、长宁郡。怀戎县直属燕州。